# 阿姆斯特尔芬
52°18′N 4°52′E / 52.300°N 4.867°E
阿姆斯特尔芬（荷蘭語：Amstelveen）是荷兰北荷兰省的一座城市，人口79,019（2005年）。阿姆斯特尔芬是阿姆斯特丹都市圈的组成部分。在1964年以前，該市稱為新阿姆斯特爾（Nieuwer-Amstel）。
阿姆斯特尔芬是荷蘭皇家航空和國際四大會計事務所之一毕马威的全球總部所在地。市内有COBRA运动博物馆。

## 著名人物
- 芳姬·詹森，演员。
- 米切爾·特弗雷德，足球員。
- 麥可·俞斯曼，演員、音樂家。
- 薩曼塔·巴寧，職業羽球選手。
- 馬茨·法爾克，速解魔方玩家。
- 马汀·盖瑞克斯，音樂製作人。
- 基拉·图桑，奧運游泳選手（2016里約奧運）。
- 約蘭達·德·羅佛，奧運游泳選手（基拉·图桑之母）。
- 麥克·約翰·雷齊格，荷蘭國家足球隊（已退役）。

## 友好城市
- 英國 沃金
- 秘魯 薩爾瓦多鎮
- 德國 滕珀爾霍夫
- 匈牙利 Óbuda-Békásmegyer

## Gallery

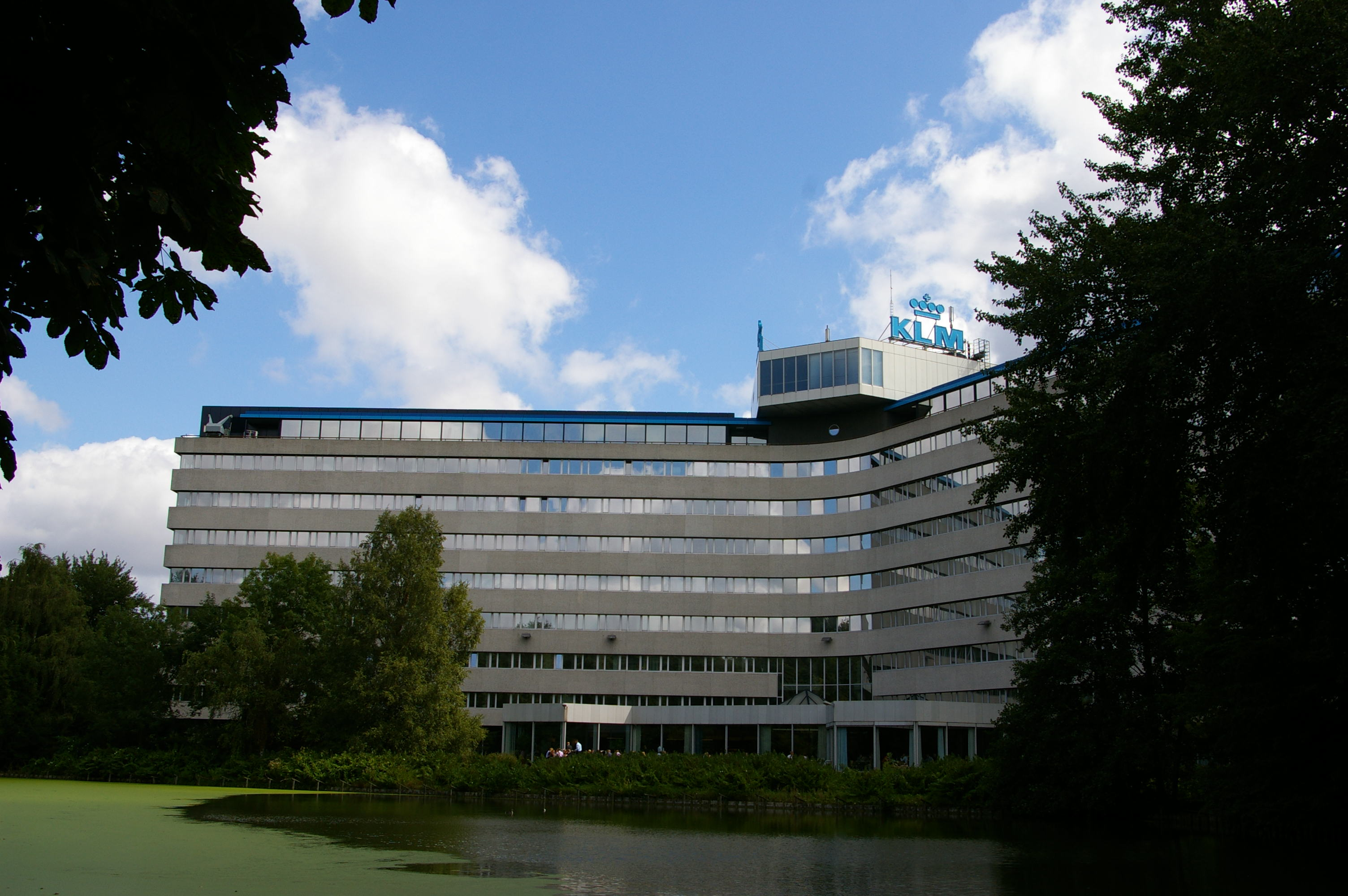
荷蘭皇家航空全球總部
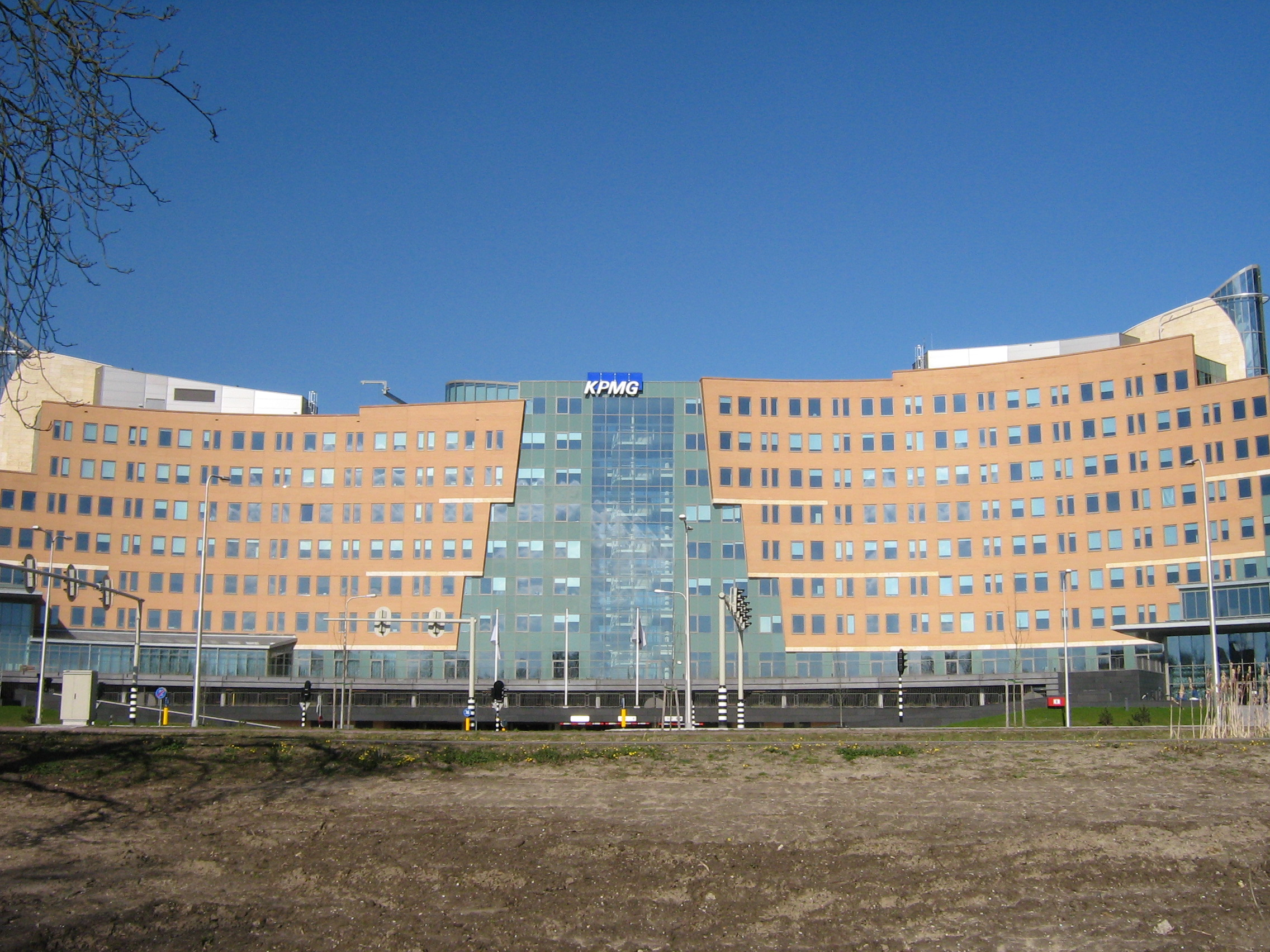
毕马威全球總部

## 外部連結
- 阿姆斯特尔芬官方網站 （中文）
- 阿姆斯特尔芬官方網站 （荷兰文）
- 阿姆斯特尔芬地圖
- http://www.amstelveenweb.com/ （页面存档备份，存于）